# Montevidéu (Nova Iguaçu)
Montevidéu é um bairro do município brasileiro de Nova Iguaçu, no Estado do Rio de Janeiro. O bairro possui 3876 habitantes, e faz limites com os bairros de Iguaçu Velho, Tinguá e com o distrito de Xerém, no município de Duque de Caxias.
Localiza-se próximo à Reserva Biológica de Tinguá.

## Delimitação
076 - BAIRRO MONTEVIDÉU - Começa no encontro do antigo leito da Estr. de Ferro sub-ramal Cava-Tinguá com o Rio Ana Felícia. O limite segue pelo leito do Rio Ana Felícia, à jusante, até o Rio Tinguá, segue pelo leito deste rio, à montante, até o Rio Iguaçu, segue pelo leito deste rio, à montante, até o antigo leito da Estr. de Ferro sub-ramal Cava-Tinguá, segue pelo eixo deste ramal, até o ponto inicial desta descrição.